# A (musikgrupp)
A är ett brittiskt alternativ rock-band från Leeds, som bildades år 1995. 

## Medlemmar
Nuvarande medlemmar
- Jason Perry – sång (1993–)
- Mark Chapman – gitarr (1993–)
- Adam Perry – trummor (1993–)
- Giles Perry – keyboards, bakgrundssång (1993–)
- Dougie Poynter – basgitarr, bakgrundssång (2017–)

Tidigare medlemmar
- Steve Swindon – basgitarr (1993–1997)
- John Mitchell – basgitarr (2008–2009)
- Daniel P. Carter – basgitarr, bakgrundssång (1997–2007, 2010–2012)
- Andrew "Shay" Sheehy – basgitarr (2015)

## Diskografi
Studioalbum
- 1997 – How Ace Are Buildings
- 1999 – 'A' vs. Monkey Kong
- 2002 – Hi-Fi Serious
- 2005 – Teen Dance Ordinance

Livealbum
- 2000 – Eight Stage Right
- 2003 – Rockin' Like Dokken

Singlar (topp 100 på UK Singles Chart)
- 1998 – "Foghorn" (#63)
- 1998 – "Number One" (#47)
- 1998 – "Sing-a-Long" (#57)
- 1998 – "Summer on the Underground" (#72)
- 1999 – "Old Folks" (#54)
- 1999 – "I Love Lake Tahoe" (#59)
- 2002 – "Nothing" (#9)
- 2002 – "Starbucks" (#20)
- 2002 – "Something's Going On" (#51)
- 2003 – "Good Time" (#23)
- 2005 – "Rush Song" (#35)
- 2005 – "Better Off With Him" (#52)